# History of the Grateful Dead, Vol. 1 (Bear’s Choice)
History of the Grateful Dead, Volume One (Bear’s Choice) ist ein Livealbum der Band Grateful Dead.

## Geschichte
Das Album besteht aus Songs, die am 13. und 14. Februar 1970 im Fillmore East in New York City aufgenommen wurden. Das Album Dick’s Picks Volume 4, welches 1996 veröffentlicht wurde, ist ebenfalls ein Zusammenschnitt dieses Konzerts. Somit sind die Aufnahmen zu einer ähnlichen Zeit wie das Album Workingman’s Dead entstanden.
History of the Grateful Dead, Volume One (Bear’s Choice) ist dem Bandmitglied Ron McKernan gewidmet, der im März 1973 an Magenblutungen starb, während das Album vorbereitet wurde.
Das Album wurde nach Owsley Stanley (auch The Bear beziehungsweise Owsley Bear) benannt, der langjährig Tontechniker der Band war und bei diesem Album als Producer auftrat, so dass das Album oftmals nur kurz als Bear’s Choice betitelt wird.
Eigentlich war dieses Album als erstes einer Serie geplant, jedoch kam Volume Two nie zustande, da dieses Album das letzte für Warner Bros. Records war.
Das Album besteht aus Aufnahmen von teils akustischen, teils elektrisch verstärkten Songs. Einige Songs sind noch verstärkt dem psychedelic Rock zuzurechnen, den die Band bei den aufnahmetechnisch späteren Alben seltener spielte, während die akustischen Songs schon zum Folk, Folk Rock und Bluesrock zählten. Bis auf eine Ausnahme (Black Peter) wurden Coverversion  anderer Künstler aufgenommen.
2001 wurde eine überarbeitete Version der sieben Lieder und vier Zusatzliedern von Rhino Records für das Boxset The Golden Road (1965-1973) auf den Markt gebracht, die dann auch 2003 als einzelne CD veröffentlicht wurden. 
Die 2003er CD enthält zudem ein Essay von Owsley Stanley.

## Erfolge
In den Billboard Charts erreichte das Album Platz 60.

## Trackliste

### 1973 LP

#### Seite 1
1. „Katie Mae“ (Lightnin’ Hopkins) – 4:44
2. „Dark Hollow“ (Bill Browning) – 3:52
3. „I’ve Been All Around This World“ (traditionelles Lied) – 4:18
4. „Wake Up Little Susie“ (Boudleaux Bryant, Felice Bryant) – 2:31
5. „Black Peter“ (Garcia, Hunter) – 7:27

#### Seite 2
1. „Smokestack Lightning“ (Howlin’ Wolf) – 17:59
2. „Hard to Handle“ (Alvertis Isbell, Allen Jones, Otis Redding) – 6:29

### Bonus 2001
1. „Good Lovin’“ (Rudy Clark, Arthur Resnick) – 8:56
2. „Big Boss Man“ (Luther Dixon, Al Smith) – 4:53
3. „Smokestack Lightning“ (Howlin’ Wolf) – 15:11
4. „Sitting on Top of the World“ (Lonnie Chatmon, Walter Vinson) – 3:20

Die Songs 1.1, 1.4, 1.5, 2.1 und B1 wurden am 13. Februar und die Songs 1.2, 1.3 und 2.2 am 14. Februar, jeweils im Fillmore East.
Die restlichen drei Bonussongs wurden am 5. und 8. Februar in Fillmore West, San Francisco, aufgenommen.